# Aït Ouallal (kommun i Zagora)
Ait Ouallal (franska: Ait Ouallal (CR), Ait Ouallal (Commune Rurale), arabiska: أيت بوداود) är en kommun i Marocko.   Den ligger i provinsen Zagora och regionen Drâa-Tafilalet, i den östra delen av landet, 400 km söder om huvudstaden Rabat. Antalet invånare är 9 649.